# Hadromastax merga
Hadromastax merga är en kräftdjursart som beskrevs av Bruce1988. Hadromastax merga ingår i släktet Hadromastax och familjen Hadromastacidae. Inga underarter finns listade i Catalogue of Life.